# Bruce Baillie
Pour les articles homonymes, voir Baillie.
Bruce Baillie est un cinéaste expérimental américain né à Aberdeen dans le Dakota du Sud (États-Unis) le 24 septembre 1931 et mort le 10 avril 2020 à l'Île Camano dans l'État de Washington.
Il est l'un des membres fondateurs de la coopérative de distribution Canyon Cinema (en) et de la cinémathèque de San Francisco.
Son film Castro Street (1966) est préservé par la National Film Registry depuis 1992.

## Biographie
Né le 24 septembre 1931 à Aberdeen dans le Dakota du Sud, Bruce Baillie effectue son service militaire à 20 ans, au cours de la guerre de Corée, avant de s'inscrire à l'Université du Minnesota où il obtient son baccalauréat en arts en 1955.
De 1956 à 1958, il étudie à l'Université de Californie à Berkeley puis, en 1959, à la London Film School.
Il s'installe à San Francisco en 1960 et est employé par le réseau de télévision CBS. La même année, il fonde Canyon Cinema (en), basé à Canyon (en) près de San Francisco, qui deviendra la plus importante coopérative de distribution de films expérimentaux en Amérique du Nord. Il devient conférencier itinérant à partir de 1963.
À partir de 1969, il commence à enseigner le cinéma dans diverses universités américaines ; l'Université Rice de Houston en 1969-1970, le Collège Bard de New York de 1974 à 1977 et l'Evergreen State College d'Olympia en 1981-1982.

## Filmographie
- 1961 : On Sundays
- 1961 : David Lynn's Sculpture
- 1961 : Mr. Hayashi
- 1961 : The Gymnasts
- 1962 : Friend Fleeing
- 1962 : Everyman
- 1962 : News #3
- 1962 : Have You Thought of Talking to the Director?
- 1962 : Here I Am
- 1963 : A Hurrah for Soldiers
- 1963 : To Parsifal
- 1964 : Mass for the Dakota Sioux
- 1964 : The Brookfield Recreation Center
- 1965 : Quixote
- 1965 : Yellow Horse
- 1966 : Tung
- 1966 : Castro Street
- 1966 : All My Life
- 1966 : Still Life
- 1966 : Termination
- 1966 : Port Chicago Vigil
- 1966 : Show Leader
- 1967 : Valentin De Las Sierras
- 1970 : Quick Billy
- 1978 : Roslyn Romance (is It Really True?): Intro. 1 & II
- 1998 : The Holy Scrolls